# Teljes fényvisszaverődés

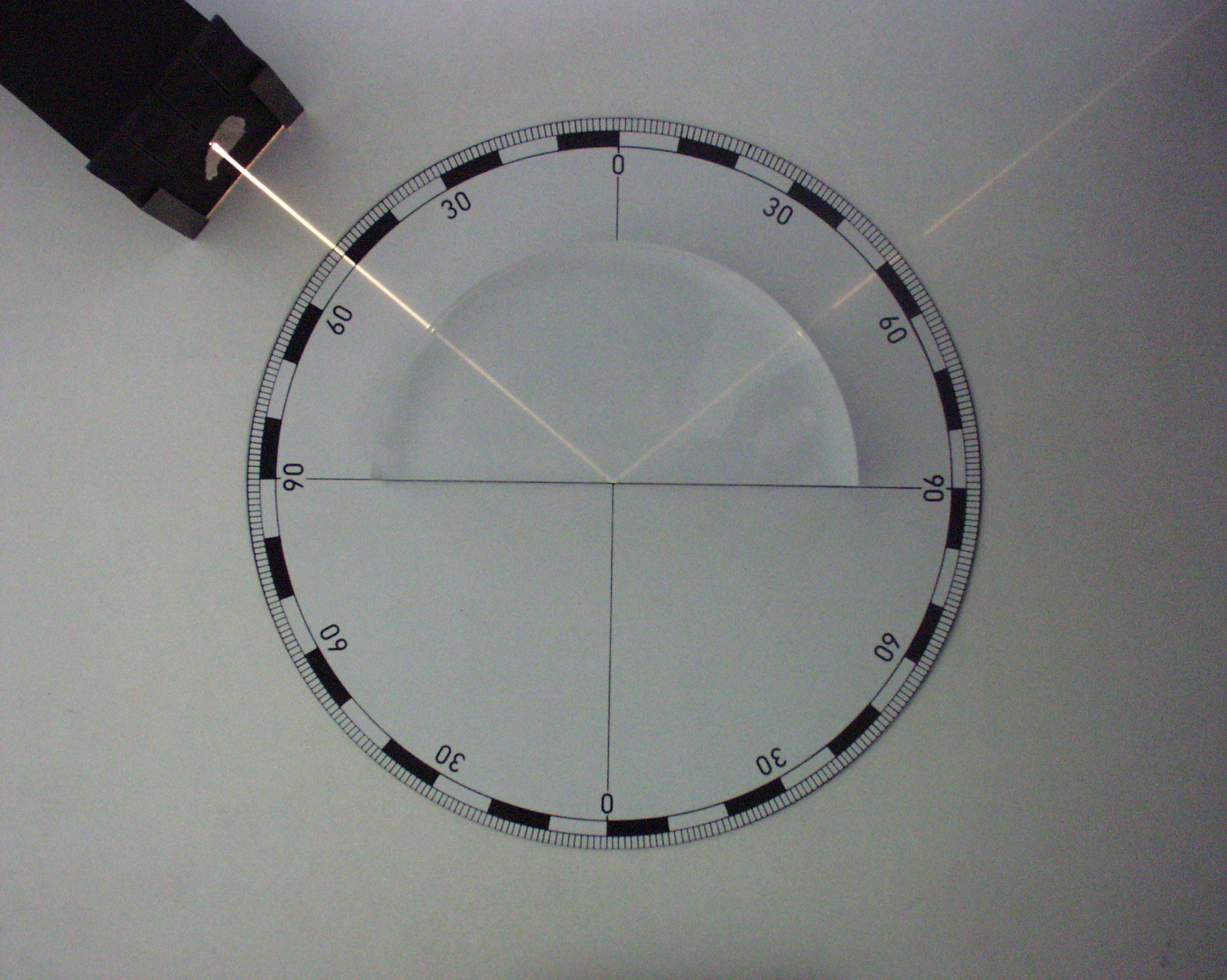
Teljes fényvisszaverődés plexi–levegő határán

A teljes fényvisszaverődés (totálreflexió) egy optikai jelenség. Ha a fény egy optikailag sűrűbb közegből egy optikailag ritkább közeg határához érkezik, továbbá a beesési szög elég nagy, akkor a teljes fénymennyiség visszaverődik a határfelületről. A fényvisszaverődésnek ezt a változatát teljes fényvisszaverődésnek nevezzük. A jobb oldali képen a plexiből a levegő felületéhez érkező fénysugár teljes visszaverődése figyelhető meg.

## A teljes fényvisszaverődés értelmezése

A fénytörést leíró fogalmak

A teljes fényvisszaverődés leírásához szükséges fogalmak:
- Beesési pontnak nevezzük a két közeg határfelületén azt a pontot, ahova a (vizsgált) fénysugár beérkezik.
- Beesési merőlegesnek nevezzük a beesési ponton átmenő, két közeg határfelületére merőleges egyenest.
- Beesési szögnek hívjuk a beeső fénysugár és a beesési merőleges közti szöget.
- Visszaverődési szögnek nevezzük a visszaverődő fénysugár és a beesési merőleges közti szöget.
- Törési szögnek nevezzük a megtört fénysugár és a beesési merőleges közti szöget.
- Törésmutatónak nevezzük a fénytöréssel kapcsolatosan bevezetett fizikai mennyiséget, mely a beesési szög szinuszának és a törési szög szinuszának a hányadosa. A törésmutató a két közegre jellemző állandó. Igazolható, hogy értéke megegyezik a két közegben mérhető fénysebesség hányadosával.[1] Képlettel:

{\displaystyle {n_{21}={\frac {\sin \alpha }{\sin \beta }}={\frac {c_{1}}{c_{2}}}}\,\!}
- Optikai sűrűség: Két közeg közül azt nevezzük optikailag sűrűbbnek, amelyben a fény kisebb sebességgel halad. (Mivel a fény sebessége vákuumban a legnagyobb, ezért a vákuum optikai sűrűsége a legkisebb.)

A jelenség létrejötte:

A határszög fogalma

Ha a fény optikailag sűrűbb közegből egy optikailag ritkább közeg határfelületéhez érkezve megtörik, akkor c1 < c2. A fenti összefüggésből következik, hogy ilyenkor α < β, azaz a törési szög nagyobb, mint a beesési szög. Ha növeljük a beesési szöget, a törési szög is nő, mígnem eléri a 90°-ot. Ekkor a fény nem lép be a második közegbe, hanem annak felülete mentén halad tovább. Azt a beesési szöget, amelynél a törési szög β = 90°, határszögnek nevezzük. Jelölése: αh. A határszög értéke a törésmutatóból kiszámítható:
{\displaystyle {\sin \alpha _{\mathrm {h} }=n_{2,1}}\,\!}
A beesési szög és a határszög nagyságától függően három eset lehetséges:
- Ha α < αh, a fény belép a második közegbe, megtörik, és a beesési merőlegessel β szöget bezárva halad tovább.
- Ha α = αh, a fény a két közeg határfelülete mentén halad tovább.
- Ha α > αh, a fény nem törik meg, hanem teljes egészében visszaverődik. Ezt a jelenséget teljes visszaverődésnek vagy totálreflexiónak nevezzük.

## Felfedezése
A teljes fényvisszaverődést Vitello fedezte fel a 13. században. A fénytörés alapján 1611-ben Johannes Kepler adott magyarázatot a jelenségre. A határszög és a törésmutató közti összefüggést 1802-ben William Hyde Wollaston ismerte fel.

## Gyakorlati alkalmazásai
Mivel a legjobb minőségű tükrök is csak a fény 95 százalékát
verik vissza, egyes optikai eszközökben a tükrök helyett a teljes fényvisszaverődést használják a fény irányának megváltoztatására. Ilyen alkalmazások például:
- Visszatükrözés (retroreflexió) megvalósítása. (Hármasszöglet, "macskaszem", fényvisszaverő fóliák és festékek stb.)
- Képfordító prizma.
- Refraktométerek (törésmutató meghatározására alkalmas mérőeszközök) egyes típusai.
- Optikai szál.

## Fényképek

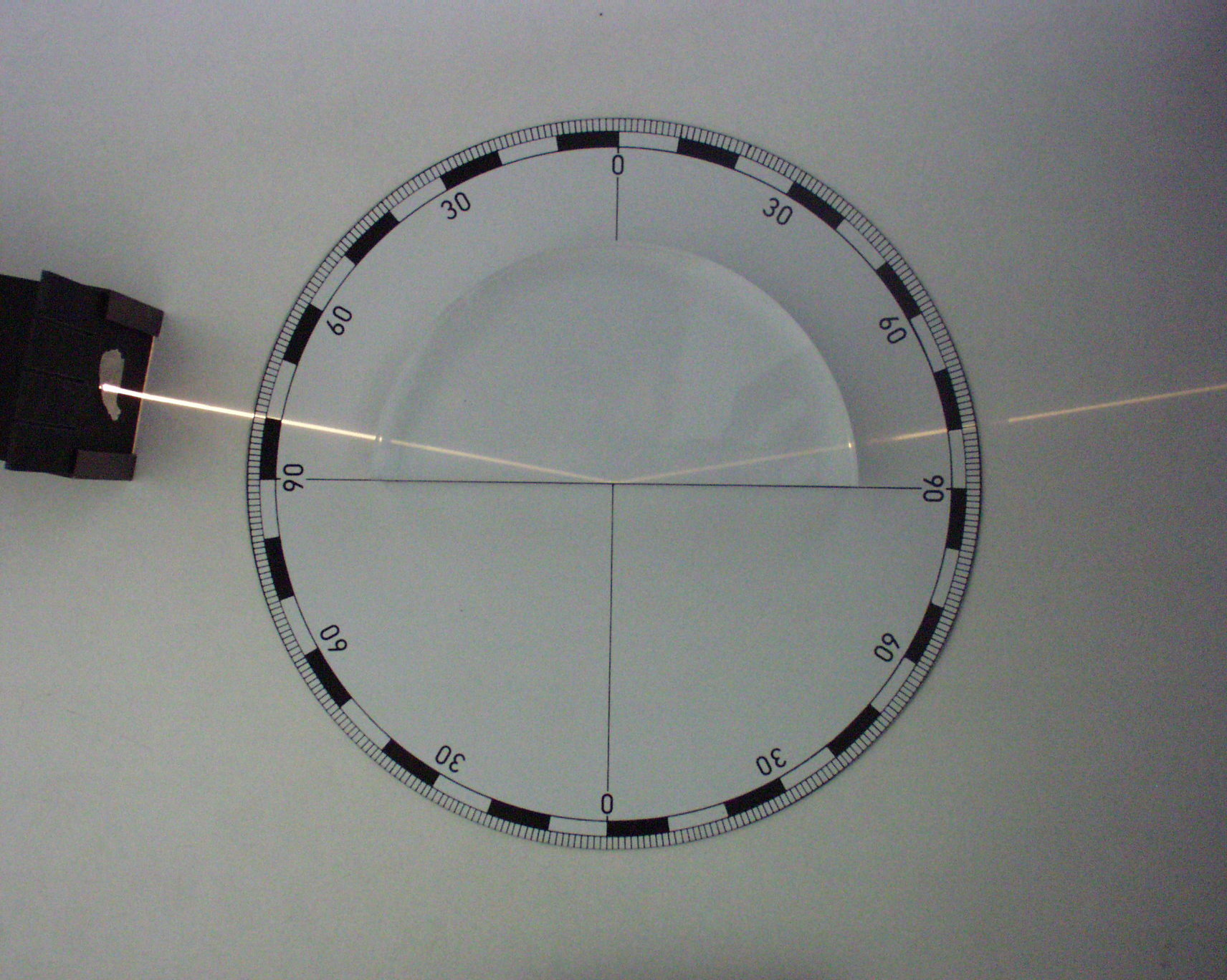
Teljes fényvisszaverődés plexi-levegő határán 2.
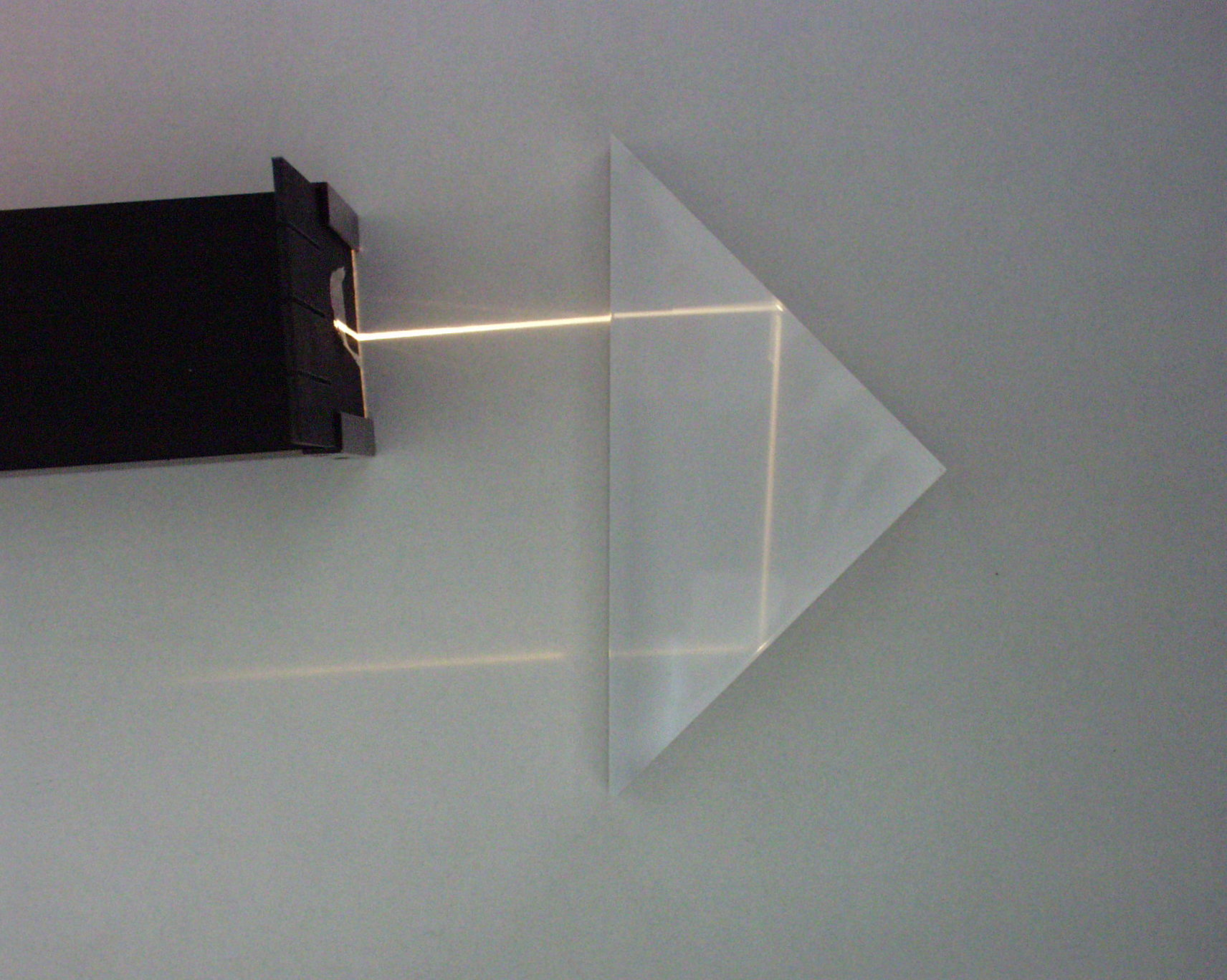
Visszatükrözés derékszögű prizmán 1.
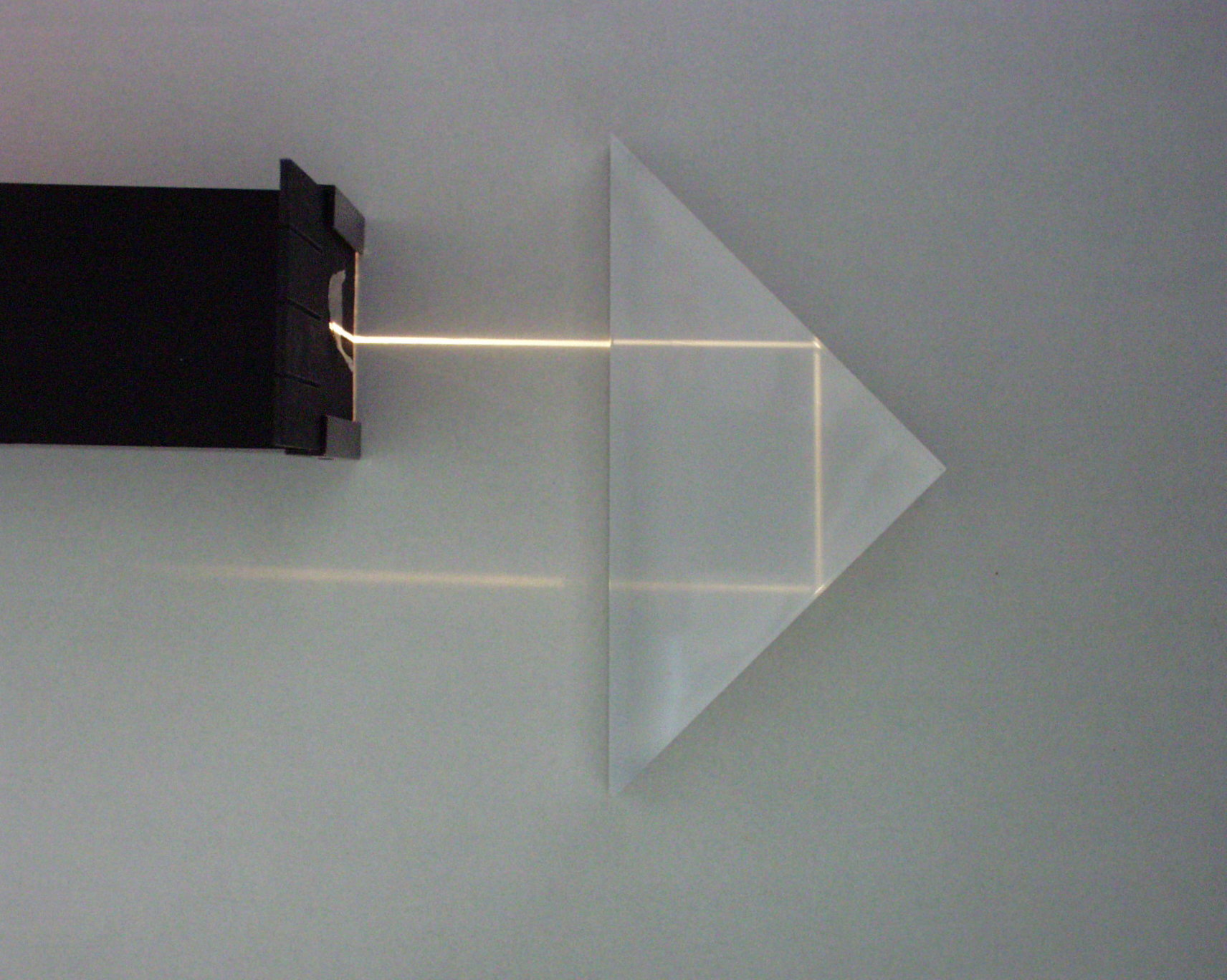
Visszatükrözés derékszögű prizmán 2.
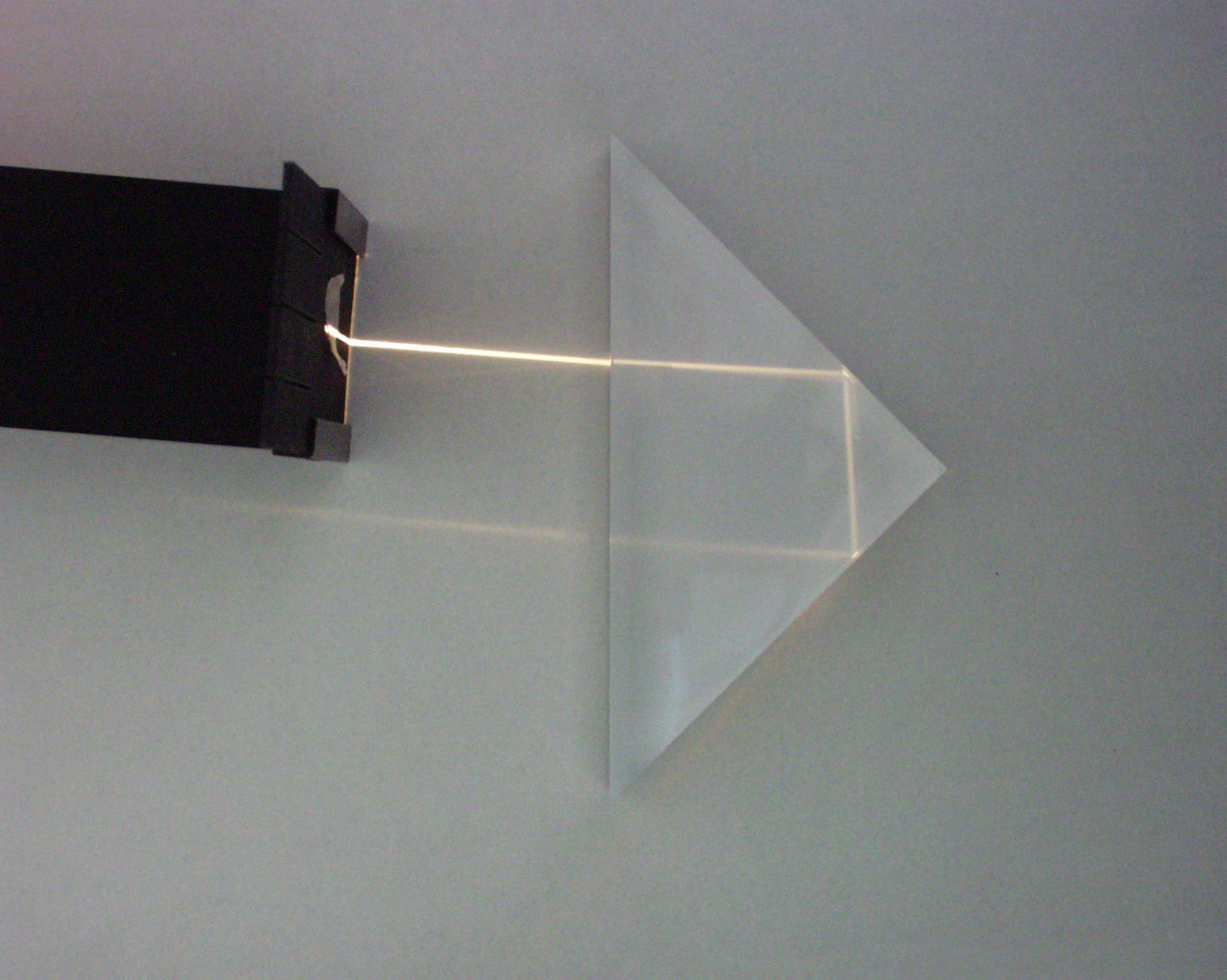
Visszatükrözés derékszögű prizmán 3.
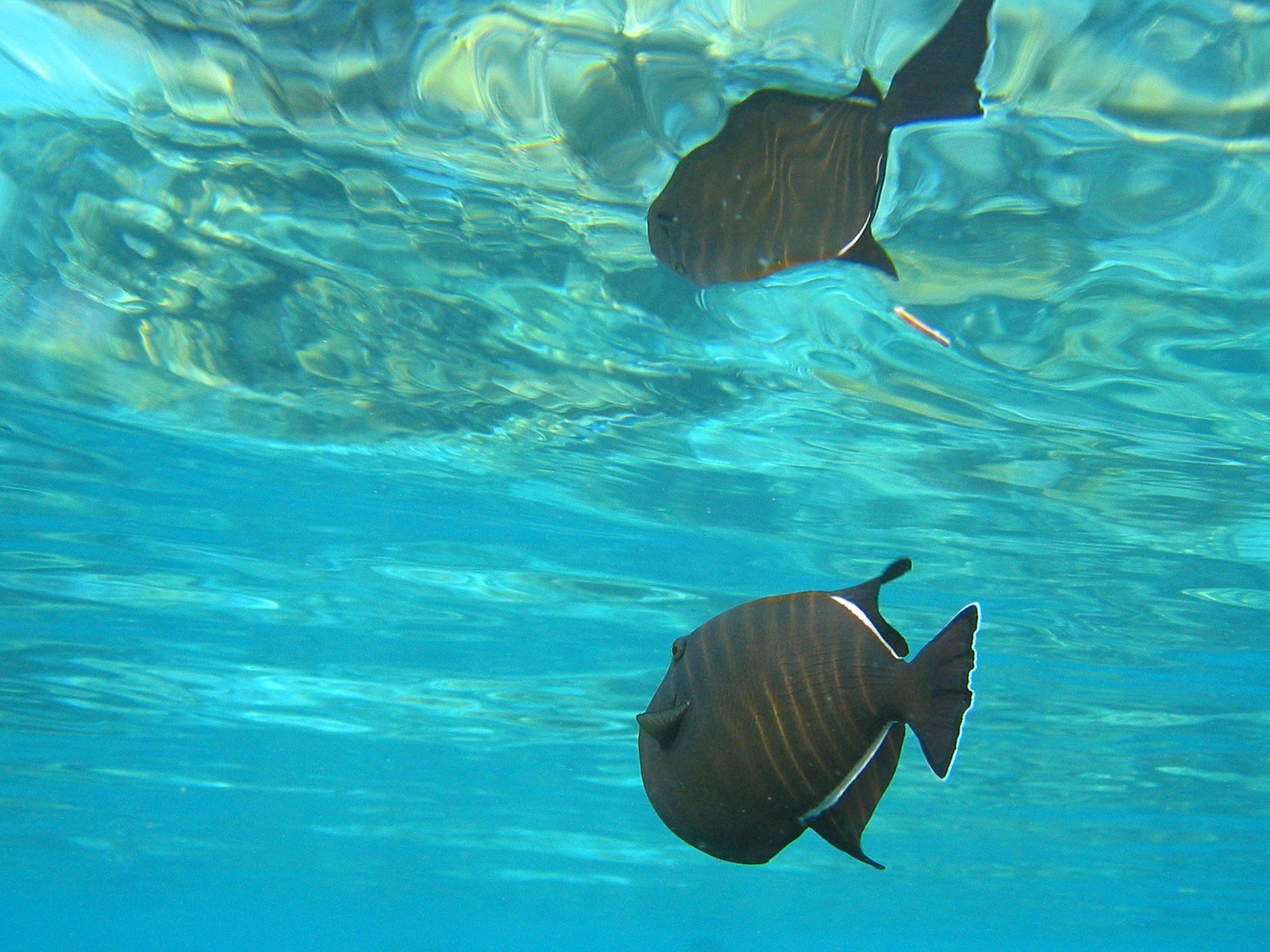
Hal és tükörképe (teljes visszaverődéssel)
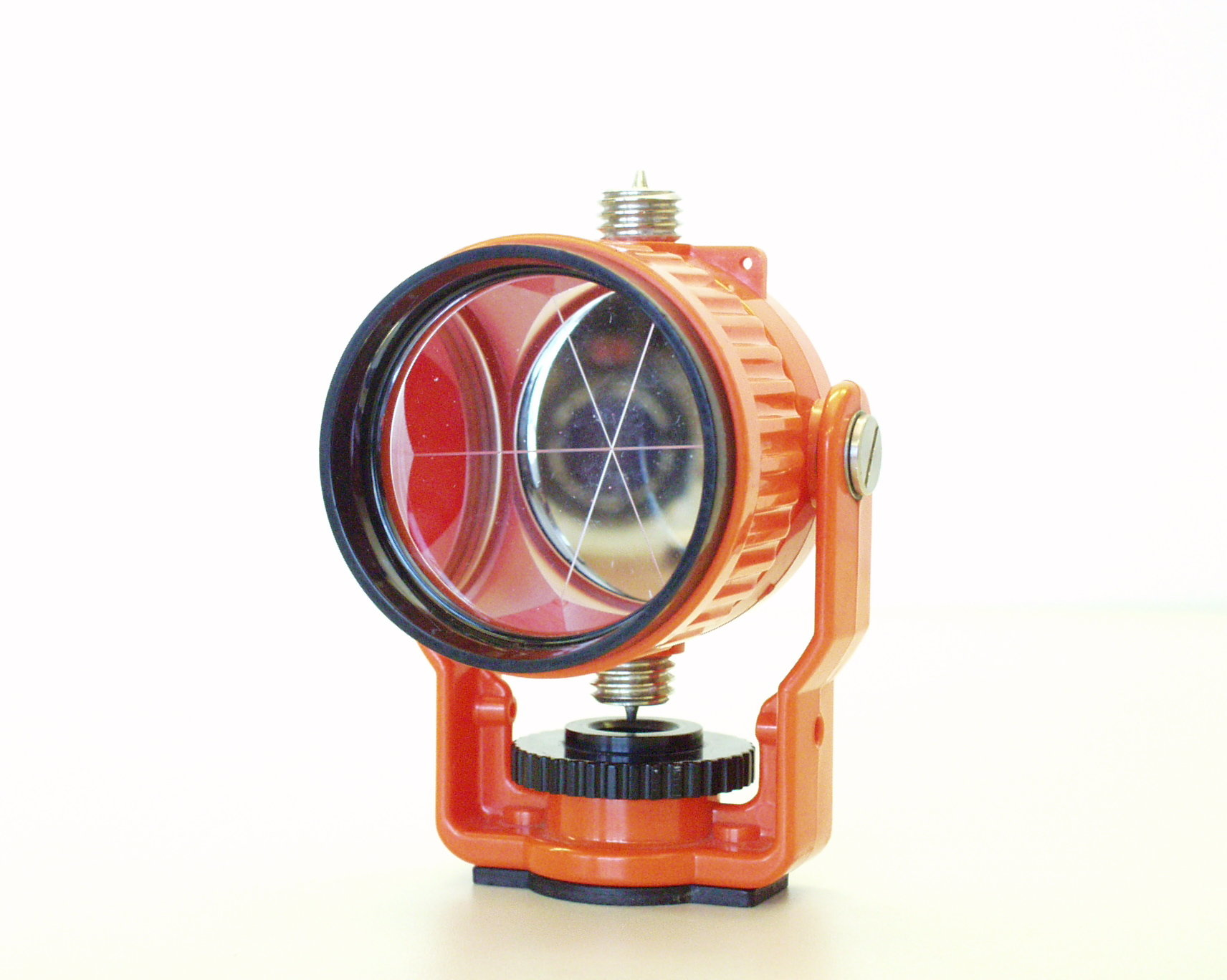
Hármasszöglet 1.
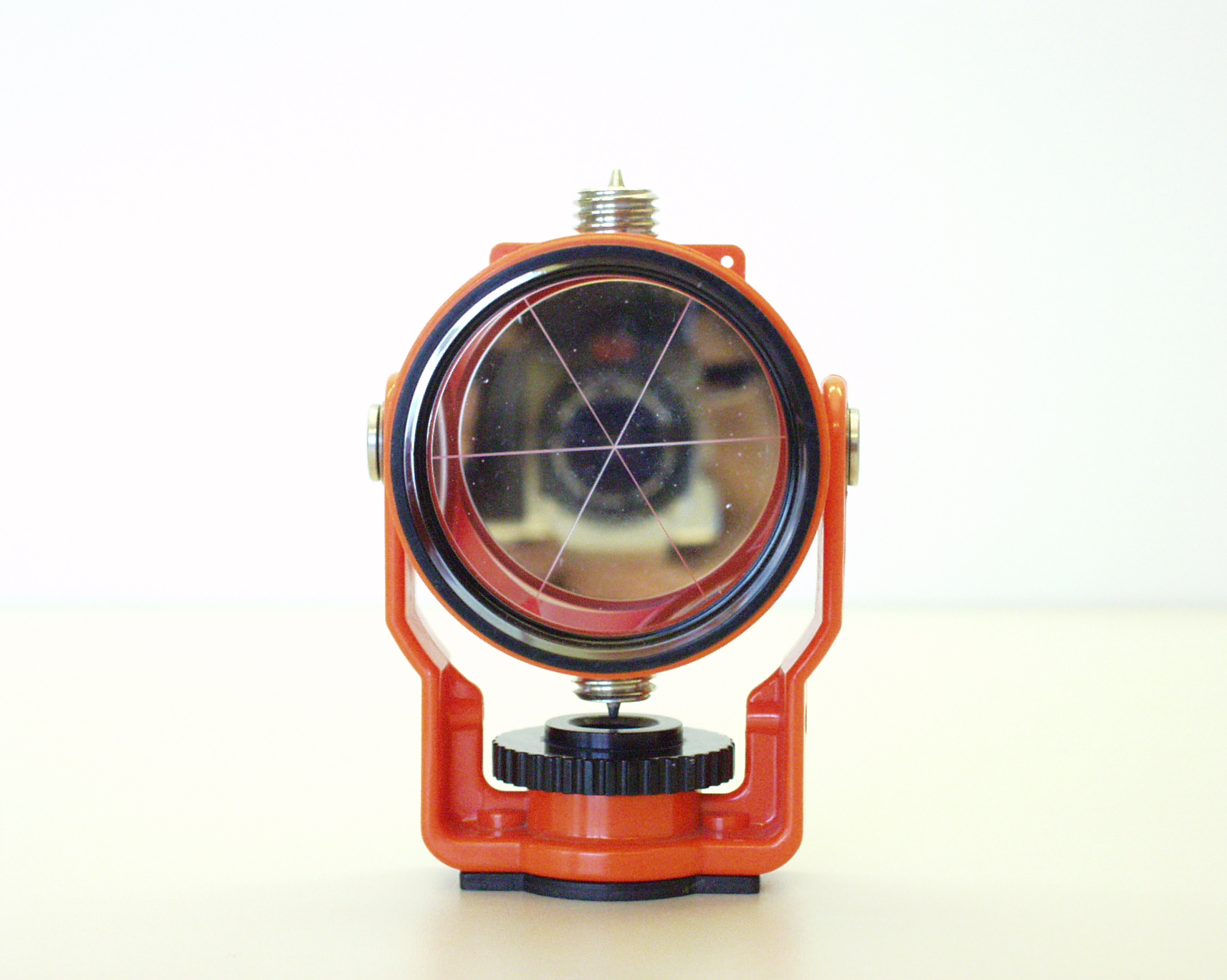
Hármasszöglet 2.
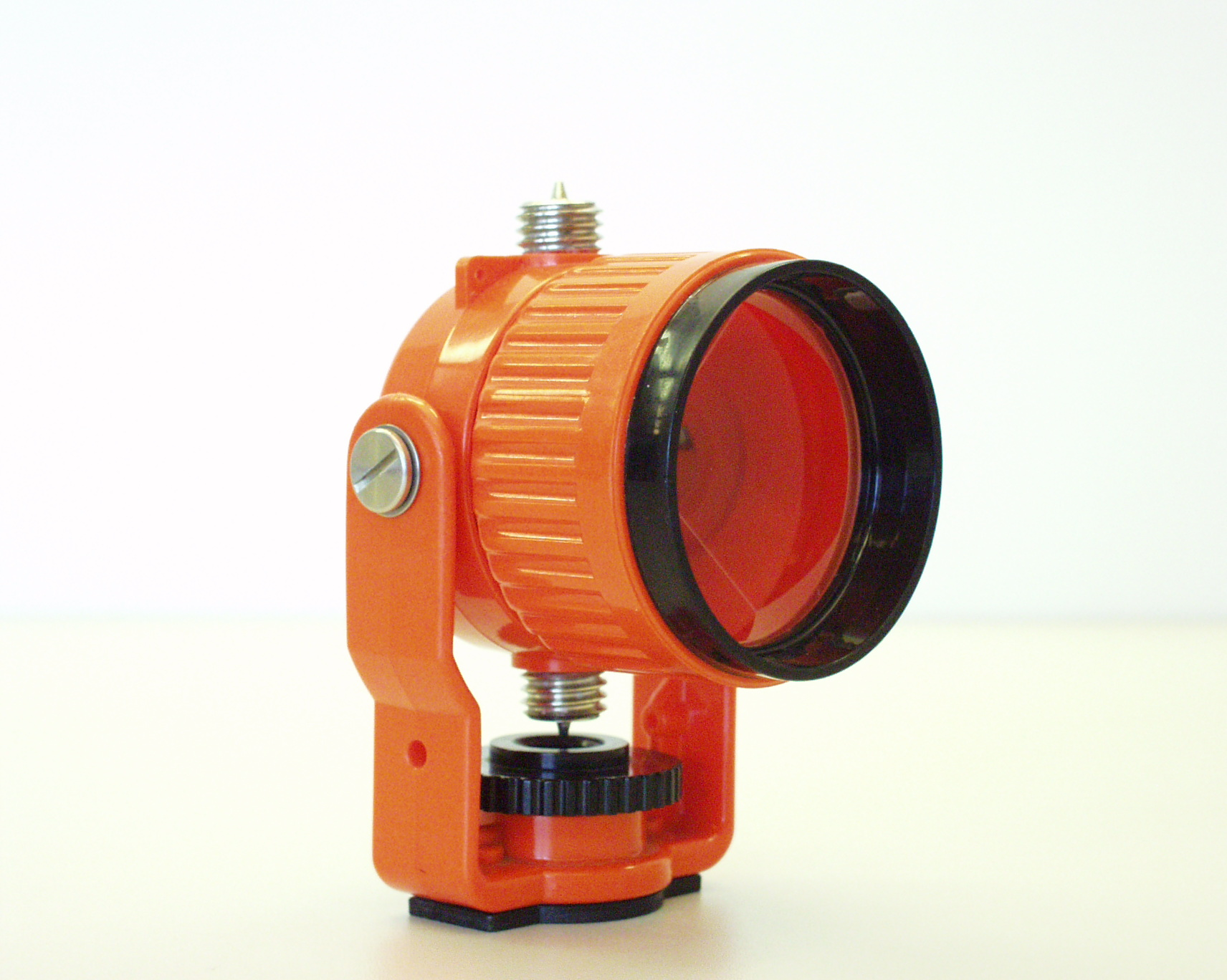
Hármasszöglet 3.
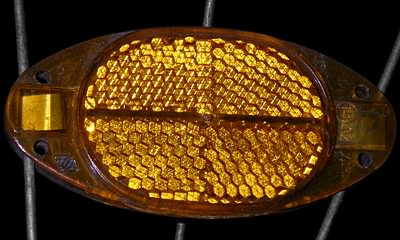
"Macskaszem" kerékpár kerekén
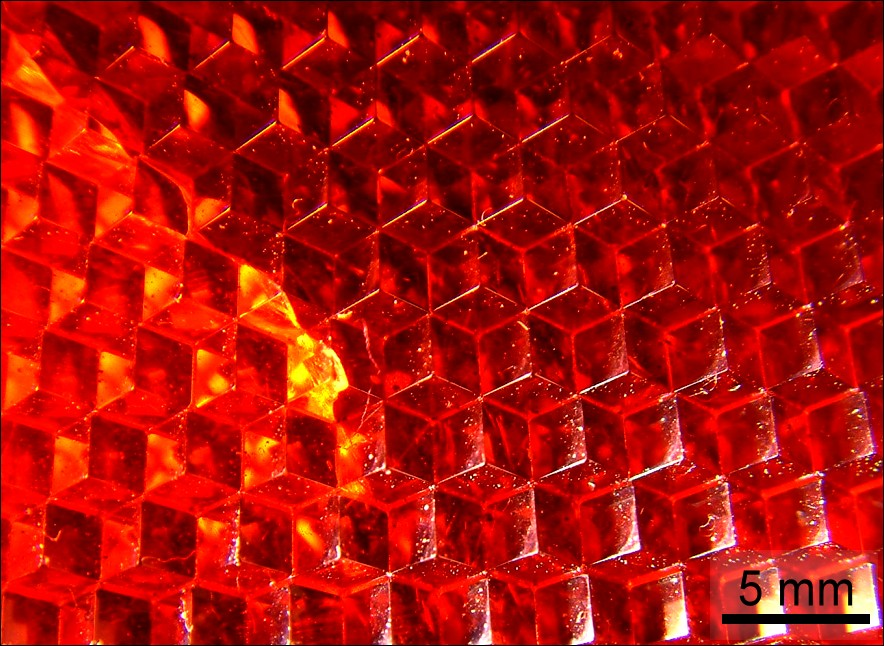
"Macskaszem" közelről
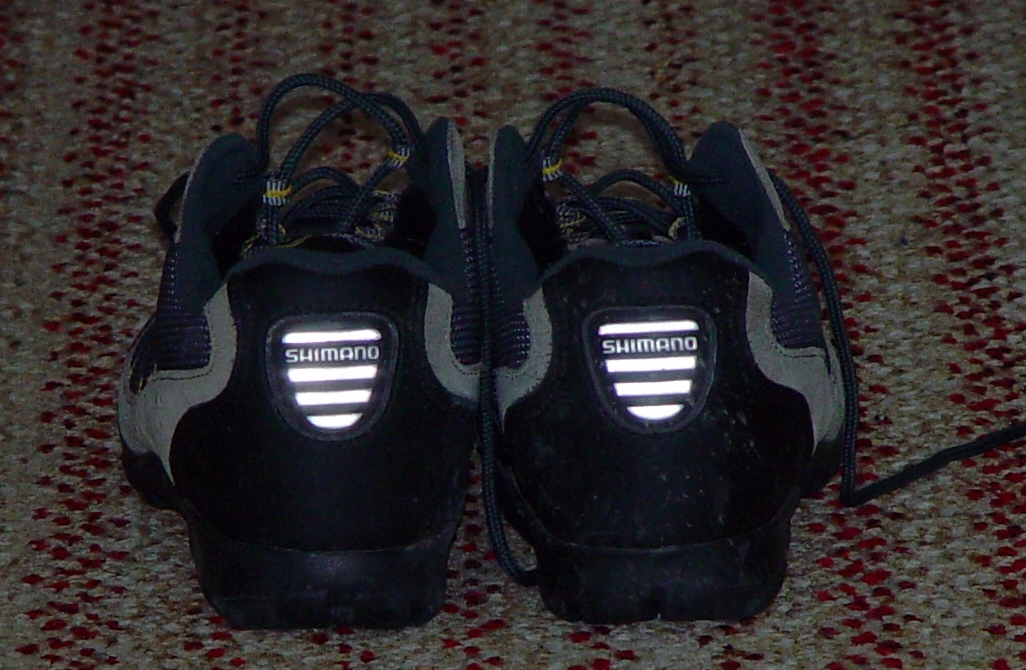
Fényvisszaverő fólia kerékpáros cipőn
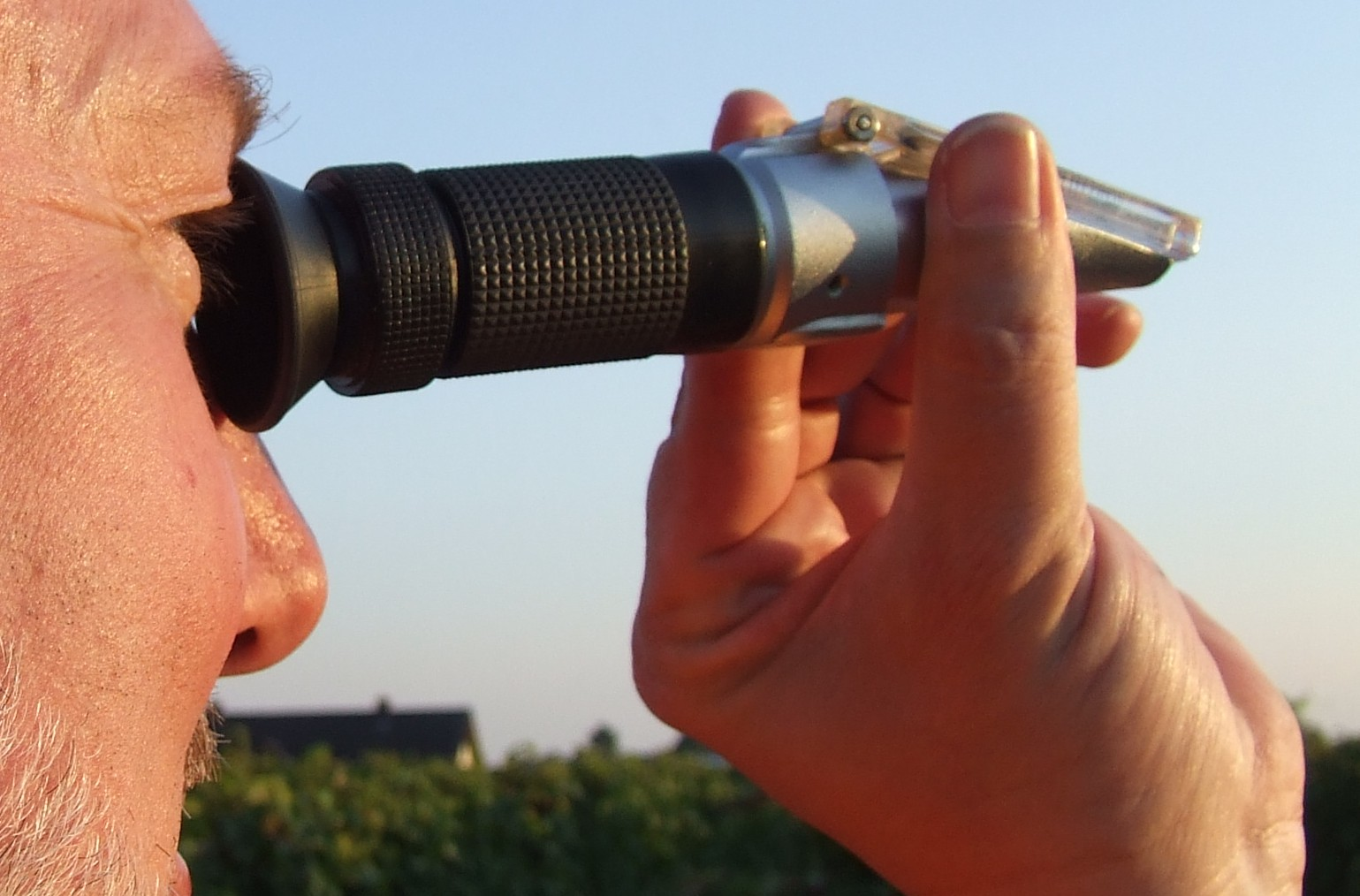
Szőlő cukorfokának mérése refraktométerrel
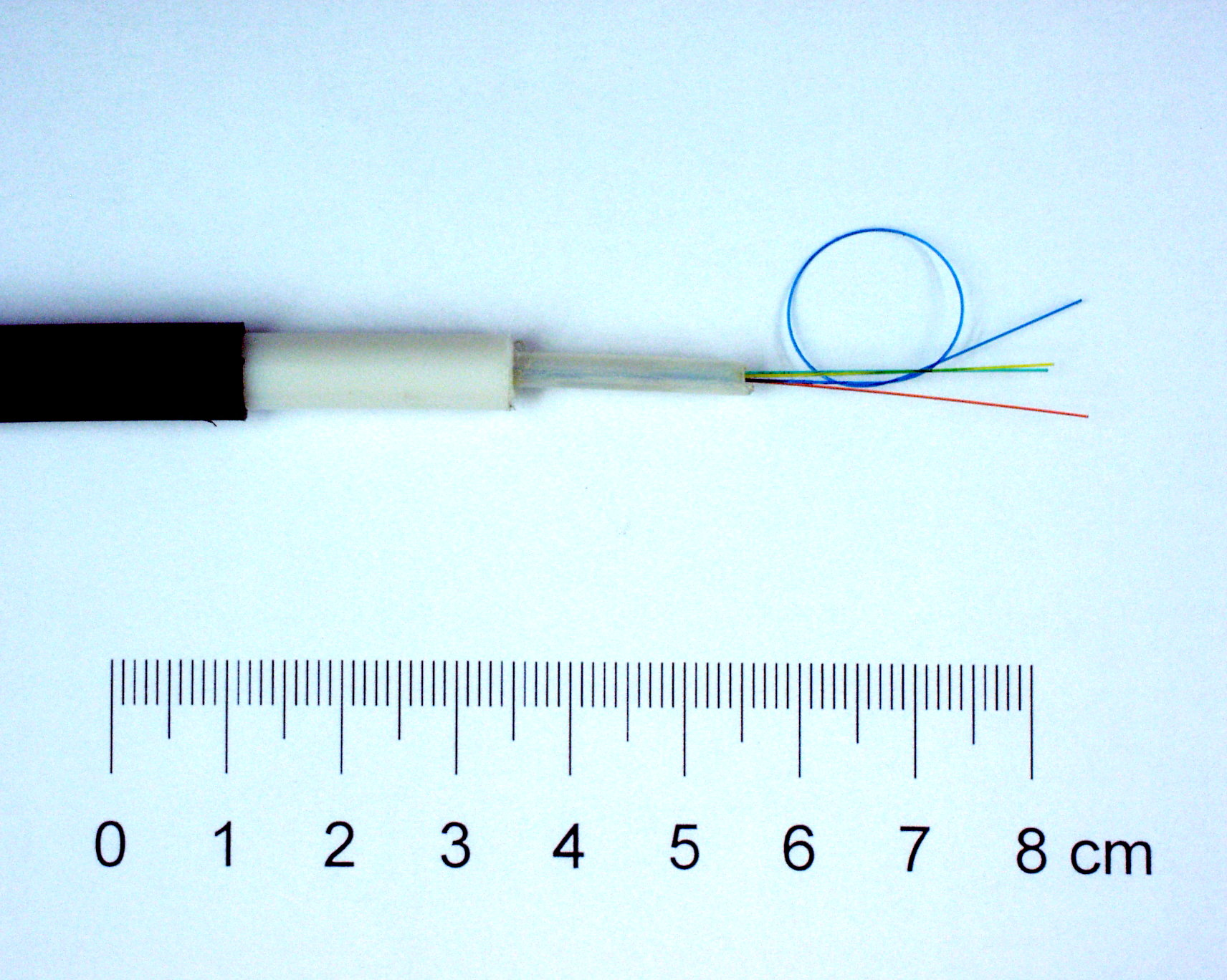
Optikai kábel 4 szállal.
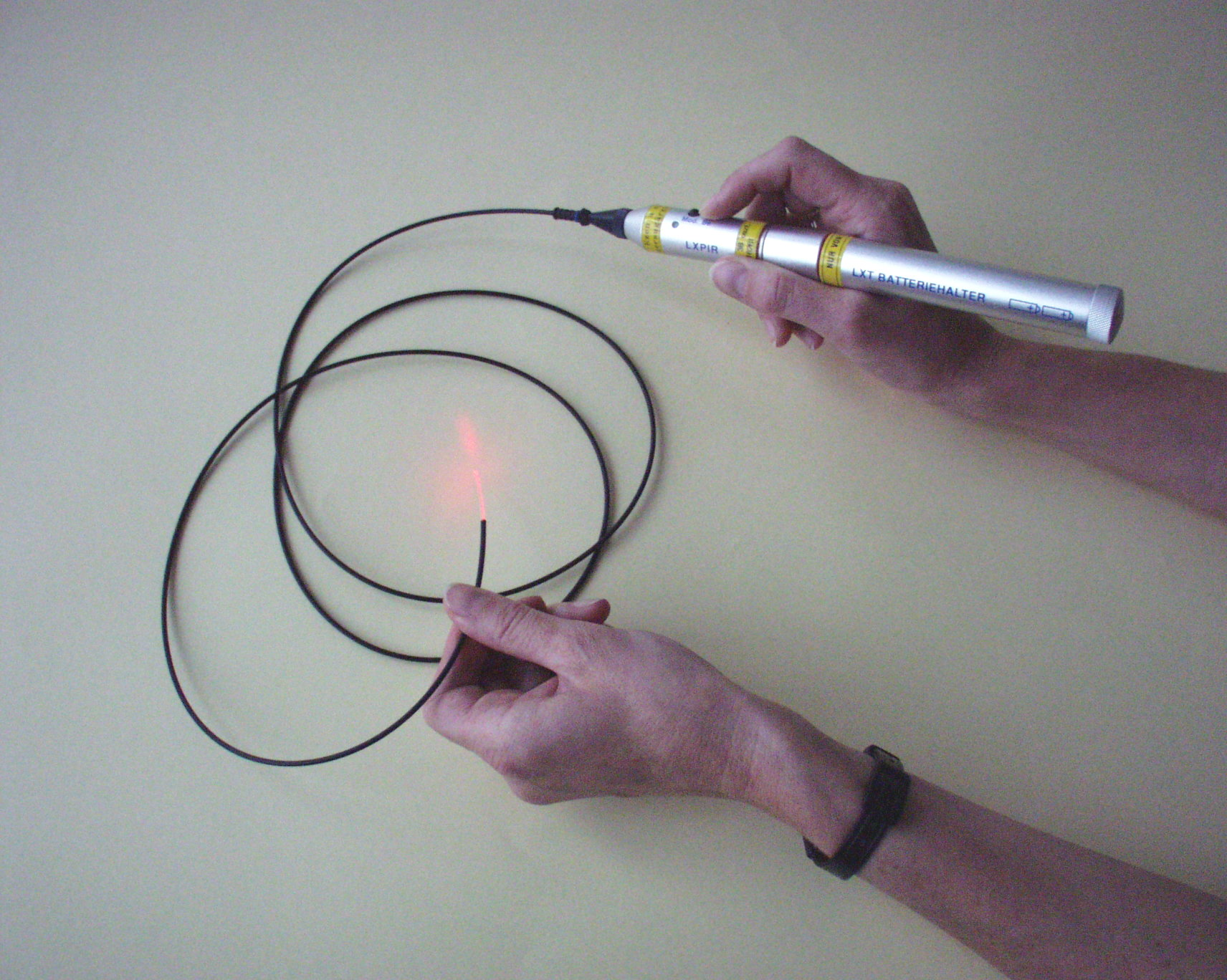
Optikai szál lézerrel

## Lásd még
- Fermat-elv
- Fénytörés
- Fényvisszaverődés
- Geometriai optika
- Optika
- Tükör
- Visszatükrözés